# Природные заповедники и парки Челябинской области
В Челябинской области заповедники и национальные парки занимают около 200 тыс. гектаров, охотничьи и ботанические заказники — свыше 500 тыс. га, ботанические памятники природы, в том числе 20 островных и ленточных боров общей площадью 184 тыс. га. Всего охраняемые территории занимают около 1000 га — немногим более десятой части области.
Утверждены зелёные зоны вокруг 13 городов (общая площадь 164,7 тыс. га) и зоны округов санитарной охраны курортов на озёрах Увильды и Кисегач.
Особо охраняемые природные территории призваны обеспечить экологическую безопасность, поддерживать экологический баланс при использовании природных ресурсов и создать среду, благоприятную для обитания человека.

## Ильменский государственный заповедник
Организован 14 мая 1920 г. Располагается на территории административного подчинения города Миасса, Чебаркульского и Аргаяшского районов. Площадь заповедника 30,3 тыс. га. Организован как минералогический. С 1935 г. преобразован в комплексный для сохранения минеральных богатств, флоры и фауны. В заповеднике обнаружено более 200 минералов, из них 18 открыты впервые в мире, произрастает более 1200 видов растений, обитает более 240 видов позвоночных. Открыто около 50 стоянок древнего человека.

## Природно-ландшафтный и историко-археологический центр «Аркаим»
Организован 19 апреля 1991 г. Находится в Брединском и Кизильском районах. Площадь 3,76 тыс. га. Заповедник Аркаим — один из районов «Страны городов» (памятники протогородской цивилизации), остатки одной из древнейших цивилизаций на планете (XVII—XVI века до н. э.), представляет огромную ценность для отечественной и мировой науки. В границах заповедника сохранились редкие виды растений и животных.

## Восточно-Уральский заповедник
Организован 29 апреля 1966 г. Располагается в Кунашакском и Каслинском районах. Занимает площадь 16,6 тыс. га. Заповедник создан в зоне ВУРС (Восточно-Уральский радиоактивный след) для проведения комплексных исследований по вопросам радиоэкологии и решения проблем восстановления, эксплуатации растительного и животного мира на территории, подвергшейся радиоактивному загрязнению вследствие аварии на химкомбинате «Маяк» 29 сентября 1957 г.

## Национальный природный парк «Таганай»
Организован 6 марта 1991 г. Находится на территории административного подчинения города Златоуста, Кусинский район. Природные комплексы, имеющие особую экологическую, историко-культурную и эстетическую ценность. На территории парка более 10 памятников природы, произрастает свыше 800 видов растений, обитает более 190 видов птиц и 40 видов млекопитающих.

## Национальный природный парк «Зюраткуль»
Организован 22 ноября 1993 г. Располагается в Саткинском районе. Занимает площадь 88,3 тыс. га. Одна из территорий области с относительно не тронутой природой. На территории парка 15 памятников природы. Произрастает 650 видов растений, обитает более 150 видов птиц и 40 видов млекопитающих. На берегу высокогорного озера «Зюраткуль» открыто более 10 стоянок человека каменного века.